# Ațintiș
Ațintiș (in ungherese Cintos, in tedesco Zinzendorf) è un comune della Romania di 1675 abitanti, ubicato nel distretto di Mureș, nella regione storica della Transilvania. 
Il comune è formato dall'unione di 6 villaggi: Ațintiș, Botez, Cecălaca, Iștihaza, Maldaoci, Sâniacob.